# Morti nell'880
| Questa pagina contiene informazioni ricavate automaticamente dalle voci biografiche con l'ausilio del template Bio e di un bot. L'aggiornamento è periodico e automatico e ricostruisce completamente la pagina. Se manca una persona in questa lista, sei pregato di non aggiungerla, ma accertati piuttosto che la sua voce biografica contenga il template Bio e che i dati anagrafici siano correttamente compilati. Se il template Bio manca, inseriscilo tu stesso o, in alternativa, metti l'avviso {{tmp\|Bio}} che ne segnala la mancanza. Se i dati riportati sono sbagliati, correggi direttamente la voce biografica; le modifiche saranno visibili in questa lista entro pochi giorni. Per chiarimenti vedi il progetto biografie. La lista contiene solo le 12 persone che sono citate nell'enciclopedia e per le quali è stato implementato correttamente il template Bio. Pagina aggiornata al 18 lug 2025. |

- 2 febbraio - Bruno di Sassonia, nobile tedesco
- 2 febbraio - Lotario I di Stade, nobile tedesco (n. 840)
- 2 febbraio - Marquardo di Hildesheim, vescovo tedesco
- 2 febbraio - Teodorico di Minden, vescovo cattolico tedesco
- 12 aprile - Carlomanno di Baviera, re (n. 830)
- 19 aprile - Shenuda I di Alessandria, arcivescovo cristiano orientale egiziano
- 9 luglio - Ariwara no Narihira, nobile e poeta giapponese (n. 825)
- Guaiferio di Salerno, principe longobardo
- Ilduino, vescovo italiano
- Lamberto I di Spoleto, duca italiano
- Ugo di Sassonia, nobile franco
- Fatima al-Fihriyya